# Premier League 2005-2006 (Irlanda del Nord)
La Premier League 2005-2006 è stata la 105ª edizione della prima divisione del campionato nordirlandese di calcio.
Il campionato era formato da sedici squadre e il Linfield vinse il titolo.

## Classifica finale
| Pos. | Squadra            | G  | V  | N  | P  | GF | GS | Punti |
| ---- | ------------------ | -- | -- | -- | -- | -- | -- | ----- |
| 1    | Linfield           | 30 | 23 | 6  | 1  | 88 | 23 | 75    |
| 2    | Glentoran          | 30 | 19 | 6  | 5  | 60 | 28 | 63    |
| 3    | Portadown          | 30 | 16 | 6  | 8  | 56 | 36 | 54    |
| 4    | Dungannon Swifts   | 30 | 13 | 10 | 7  | 61 | 41 | 50    |
| 5    | Cliftonville       | 30 | 13 | 8  | 9  | 45 | 35 | 47    |
| 6    | Newry City         | 30 | 12 | 9  | 9  | 45 | 35 | 45    |
| 7    | Ballymena United   | 30 | 13 | 6  | 11 | 42 | 48 | 45    |
| 8    | Lisburn Distillery | 30 | 12 | 8  | 10 | 44 | 38 | 44    |
| 9    | Coleraine          | 30 | 11 | 4  | 15 | 40 | 57 | 37    |
| 10   | Limavady United    | 30 | 9  | 9  | 12 | 42 | 49 | 36    |
| 11   | Loughgall          | 30 | 9  | 7  | 14 | 33 | 38 | 34    |
| 12   | Larne              | 30 | 7  | 9  | 14 | 42 | 63 | 30    |
| 13   | Glenavon           | 30 | 7  | 9  | 14 | 35 | 59 | 30    |
| 14   | Armagh City        | 30 | 9  | 3  | 18 | 38 | 69 | 30    |
| 15   | Institute          | 30 | 6  | 8  | 16 | 37 | 58 | 26    |
| 16   | Ards               | 30 | 6  | 2  | 22 | 31 | 62 | 20    |

G = Partite giocate; V = Vittorie; N = Nulle/Pareggi; P = Perse; GF = Goal fatti; GS = Goal subiti; 

### Spareggio retrocessione/promozione
- Institute FC	1-3 e 0-0	Donegal Celtic